# フェアルーン
『フェアルーン』（Fairune）は、インディーゲームスタジオのスキップモアが公式サイト上で公開しているブラウザゲーム、及び、うららワークスとフライハイワークスがそれぞれスマートデバイスと携帯型ゲーム機向けに配信しているアクションRPG。

## 概要
トップビュー（正面見下ろし型）で表示されたフィールド上で主人公を操作し、敵との戦闘や様々なアイテムを駆使した謎解きなどを行う。主人公のフィールド移動時の描画は、ブラウザゲーム版では画面端に来た時に暗転して切り替わる初期の『ハイドライド』方式を、スマートデバイス版以降ではMSX版『ハイドライド』や『ゼルダの伝説』のような画面切り替えスクロール方式を採用している。ゲーム内では色数を抑えたドット絵とPSG音源風のBGMが用いられ、2000年代以降の作品でありながら1980年代のゲームソフトを髣髴とさせる作りになっている。
2009年11月10日よりスキップモアの公式サイトでブラウザゲーム版を公開。その後、作風やキャラクターを継承しつつシステムを発展させ新規に作り直したiOS・Android用ソフトが2013年3月28日にうららワークスより無料配信。さらに、携帯型ゲーム機向けの移植作として、ニンテンドー3DS（以下3DS）用ソフトが2014年10月8日に、PlayStation Vita用ソフトが2016年4月27日にいずれもフライハイワークスより発売された。
2018年5月17日には、スマートデバイス・携帯型ゲーム機版とその次作の『フェアルーン2』、ブラウザゲーム版をリメイクした『フェアルーンオリジン』、新作のシューティングゲーム『フェアルーンブラスト』の4作品を収録したソフト『フェアルーンコレクション』が発売された。

## ブラウザゲーム版

### ブラウザゲーム版のシステム
4人の妖精を捜し出し魔王を封印することがゲームの目的となる。妖精を助けるとフィールド上に新たな道が現れる。
フィールド上の敵は体当たりすることで倒せる。一方、正面以外から敵に体当たりされるとダメージを受ける。その場で動かずにいるとライフが回復する。

### ブラウザゲーム版のアイテム
斧
通常と色が異なる木を切ることができる。
メダル（黄・緑・赤）
特定の場所に置くと地形に変化が起きる。
鍵
施錠された扉を開けることができる。
種
特定の場所に埋めると芽が出る。
瓶
水を汲むことができる。
花
特定の場所に置くと地形に変化が起きる。
妖精（緑・紫・赤・青）
魔王を封じる力を持つ。

## スマートデバイス・携帯型ゲーム機版

### スマートデバイス・携帯型ゲーム機版のシステム
3体の精霊像を探し出し魔王を倒すことがゲームの目的となる。本作では複数のフィールドを冒険する。
ブラウザゲーム版と同様に、敵に体当たりすることで攻撃する。この際、主人公も同時にダメージを受ける（敵が主人公よりも弱い場合を除く）。一方、ブラウザゲーム版と異なり敵を倒すと経験値が得られ、一定値に達するとレベルが上がる。なお、敵のレベルが主人公を大きく上回る場合は倒すことができず、逆に下回る場合は倒しても経験値を得られない。
iOS版とAndroid版では、画面上に表示される仮想十字キーと仮想ボタンをタッチして操作する。また3DS版以降では新たなダンジョン・アイテム・敵が追加されたほか、マップの常時表示、サウンドテストモードなどの機能がある。

### スマートデバイス・携帯型ゲーム機版のアイテム
はじまりのしょ
しゃべる本。冒険の進行状況に応じた情報を語る。
きぼうのつるぎ / まものスレイヤー
主人公の武器。まものスレイヤーは魔王と戦う際に必要となる。
マナのかけら
各地にある「不思議な草」に向けて使うと、その場所がライフの回復地点になる。
あかいいし / みどりのいし
特定の場所にある地上絵の周辺に置くと主人公が別の場所へ転移する。それぞれ3つずつある。
つるはし
フィールド上にある特定の岩の破壊や特定の場所の採掘に用いる。
オイル
地面から湧き出る油。燃料として利用できる。
オノ
一部の枯れ木を切り倒すことができる。実行後は「まるた」が手に入る。
まるた
複数本を束ねていかだを作ることができる。
せんしのぞう
主人公に似た像。特定の場所に置くと道が開ける。
せいれいのランプ
暗闇を照らすことができる。
なえ
特定の場所に植え、あることをするとツタが伸びる。
けんじゃのせきばん
表面に青い文字が記された黒い石板。全部で7枚ある。
りゅうのウロコ
魔王と戦う際に必要となる。
ぎんのカギ / きんのカギ / すいしょうのカギ / IDカード
対応する扉を開けることができる。
ほのおのせいれいぞう / みずのせいれいぞう / かぜのせいれいぞう
魔王の封印に用いられていた3体の像。ある時期を境に所在不明となる。一部の謎解きにも用いられる。
シールドアップ
敵から受けるダメージが減る。
EXPアップ
敵から得られる経験値が2倍になる。
レアまものマップ
各地にいるレアモンスターに出会う確率が上がる。
ビットキラー
特定の空間にいる青色の敵を倒すことができる。3DS版以降に登場。